# Cankuzo
Cankuzo es una comuna de la provincia de Cankuzo en Burundi. En agosto de 2008 tenía una población censada de 47 972 habitantes.
Se encuentra ubicada al este del país, cerca de la frontera con Tanzania.